# Semana Santa en Moncada
La Semana Santa de Moncada fue declarada en su día fiesta de interés nacional. Las representaciones del Misterio de la Pasión en Moncada, se iniciaron el Jueves Santo del año 1959. Los primeros años, se montaron los escenarios en distintos emplazamientos del municipio, la Plaza de los Mártires, Plaza de San Jaime, Campo de deportes y utilizando algunas calles de Moncada como Vía Dolorosa, para culminar en la colina de Santa Bárbara donde se celebra la Crucifixión.
Luego se creó un enorme escenario (más de 150 metros) donde se representaban los hechos previos de la vida de Jesús. Este escenario es fijo y se divide en varias escenas, (palacio de Herodes, Monte de la Transfiguración, Calvario, Sepulcro de Lázaro, Monte de los olivos, Sanhedrín, Portal del nacimiento, Cenáculo, patio de la flagelación, palacio de Pilatos, para las escenas de agua se disponía de una piscina olímpica, donde se introducía una estructura sobre flotadores en la que se montaba una barca de pesca tradicional y donde se simulaban las escenas de Jesús andando sobre las aguas, o las escenas del Lago de Genesaret). 
Aunque al final se decidió reunir toda la representación en una misma ubicación para mayor comodidad, se realizaba toda la representación en parte del antiguo campo de deportes del Patronato, dada la acogida que esta iniciativa tuvo en el pueblo de Moncada y alrededores, se constituyó la sección del "Misterio de la Pasión", entrando a formar parte de la sección cultural del Patronato de Educación y Cultura de Moncada.
Fue en 2009, cuando se celebró el 50 ANIVERSARIO, decidieron volver a sus orígenes y celebrar las representaciones en diferentes puntos de la ciudad de Moncada. Así pues, el Jueves Santo se celebra en el escenario del antiguo campo de deportes del Patronato y el Viernes Santo se celebra en la Plaza de San Jaime donde se representa el Juicio de Poncio Pilato y Jesús ante Herodes, Calle Cronista Llorens i Raga donde se representa La calle de la Amargura, finalizando en la colina de Santa Bárbara, donde se representa la Crucifixión. Seguidamente y organizado por la Cofradía de Semana Santa, realizan la procesión del Santo Entierro culminando en la Iglesia de San Jaime Apóstol. 

## Principales actos de la Semana Santa de Moncada
Al principio se representaba en 3 días, jueves, viernes y sábado:
- El Jueves Santo se representaban hechos bíblicos y la vida de Jesús hasta su entrada en Jerusalén para la Pascua.
- El Viernes Santo, se representaba la Santa Cena, el prendimiento, Juicio, presentación a Pilatos, y Vía Crucis y la crucifixión.
- El Sábado Santo, se representaban los hechos de la Resurrección, apariciones de Jesús a diferentes personas, y terminaba con la Ascensión de Jesús a los cielos. Aunque las representaciones de este día se eliminaron porque la asistencia de público era mínima, aunque a cambio se añadieron actos al viernes.